# Список глав правительства Алжира
Список глав правительства Алжира включает лиц, возглавлявших правительство Алжира со времени провозглашения 3 июля 1962 года независимости Государства Алжир, пришедшего на смену французским департаментам в Северной Африке.
В настоящее время правительство Алжира возглавляет Премьер-министр (араб. الوزير الأول‎), чьё положение в системе государственной власти определяет конституция, принятая в 1996 году. Посвящённая Совету министров глава II раздела III (статьи 103—113) устанавливает, что премьер-министра (если политическая партия президента имеет парламентское большинство) или главу правительства (если большинство имеет альтернативная партия) назначает президент и поручает в течение 30 дней после назначения сформировать состав Совета министров. Премьер-министр обладает следующими полномочиями: председательствует на заседаниях правительства, координирует и контролирует его деятельность; распределяет полномочия между членами Совета министров; назначает на гражданские государственные должности лиц, не подпадающих под полномочия назначения президентом; следит за функционированием государственных служб; подписывает постановления правительства и приступает к их исполнению.
Использованная в первом столбце таблиц нумерация является условной; также условным является использование в первом столбце цветовой заливки, служащей для упрощения восприятия принадлежности лиц к различным политическим силам без необходимости обращения к столбцу, отражающему партийную принадлежность. Наряду с партийной принадлежностью, в столбце «Партия» также отражён беспартийный статус персоналий. В столбце «Выборы» отражены состоявшиеся выборные процедуры, сформировавшие состав парламента, утвердившего состав правительства или поддержавшего его. Для удобства список разделён на принятые в историографии периоды истории страны. Приведённые в преамбулах к каждому из разделов описания этих периодов призваны пояснить особенности её политической жизни.

## Государство Алжир (1962)
14 июня 1830 года Королевство Франция высадила свои войска на побережье Алжира, являвшегося с XVI века владением Османской империи, начав завоевание страны. 5 июля силы дея (османского наместника) Хусейна III капитулировали, а сам дей покинул страну. Франция основала колонию в Северной Африке. 1 ноября 1954 года Фронт национального освобождения (ФНО), объединивший подпольные группы Партии алжирского народа, поднял восстание против французского правления, перешедшее в войну за государственную независимость страны. В сентябре 1959 года президент Франции Шарль де Голль признал право на самоопределение Алжира. В 1960 и 1961 годах в стране были подавлены мятежи, направленные против политики де Голля. В марте 1962 года между враждующими сторонами были подписаны Эвианские соглашения, завершившие войну и признавшие за Алжиром право на самопределение. В стране устанавливался переходный период; был создан Временный исполнительный орган под председательством Абдеррахмана Фареса, отвечающий за управление государственными делами.
1 июля 1962 года в стране состоялся всенародный референдум о будущем статусе Алжира. 3 июля по результатам референдума (99 % проголосовавших поддержали независимость) Абдеррахман Фарес провозгласил государственную независимость Алжира от Франции. В тот же день Шарль де Голль признал суверенитет страны, которая официально стала именоваться Государством Алжир (араб. الدولة الجزائرية‎, фр. État Algérien). Несмотря на окончание войны за независимость, в Алжире продолжались столкновения (т. н. «летний кризис»), вызванные расколом ФНО на две фракции, претендовавшие на исполнительную власть в стране: военные (клан Уджды) и гражданские (Временное правительство Алжирской Республики). В итоге беспорядков власть в Алжире взял клан Уджды, организовавший 20 сентября выборы в Национальное учредительное собрание, к которому по результатам референдума перешла законодательная власть. 25 сентября Учредительное собрание провозгласило страну «народной демократической республикой».
|        | Портрет | Имя (годы жизни)                                  | Полномочия  | Полномочия       | Партия                           | Наименование должности                                                                                                | Пр.         |
| Начало | Портрет | Имя (годы жизни)                                  | Окончание   |                  | Партия                           | Наименование должности                                                                                                | Пр.         |
| ------ | ------- | ------------------------------------------------- | ----------- | ---------------- | -------------------------------- | --- | ----------- |
| —      |         | Бенюсеф Бенхедда (1920—2003) араб. بن يوسف بن خدة‎ | 3 июля 1962 | 27 сентября 1962 | Фронт национального освобождения | Председатель Совета Временного правительства Алжирской Республики араб. رئيس مجلس الحكومة المؤقتة للجمهورية الجزائرية‎ | [ 6 ] [ 7 ] |

## Алжирская Народная Демократическая Республика (с 1962)
25 сентября 1962 года Национальное учредительное собрание утвердило новое название страны — Алжирская Народная Демократическая Республика (араб. الجمهورية الجزائرية الديمقراطية الشعبية‎, фр. République Algérienne Démocratique et Populaire). В течение года страну покинули 850 тысяч европейцев, а их земли распределялись между алжирскими феллахами. 8 сентября 1963 года в Алжире прошёл конституционный референдум, 10 сентября по итогам референдума был утверждён Основной закон страны. Согласно Конституции, главой государства являлся президент, избиравшийся всенародным голосованием сроком на пять лет. В связи с этим на 15 сентября были запланированы выборы. 17 сентября, не дождавшись официального вступления в должность, полномочия президента Алжира стал исполнять Ахмед бен Белла, являвшийся до этого главой правительства. Его попытки установить режим личной власти (в особенности — полный контроль над армией), подавление восстания в Кабилии и тяжёлое экономическое положение привели к государственному перевороту, в результате которого бен Белла был свергнут, а власть в стране перешла к Революционному совету, состоявшему из высших армейских офицеров во главе с Хуари Бумедьеном, приостановившему действие Конституции. В 1966—1974 годах Совет национализировал всю иностранную собственность, реорганизовал государственный сектор экономики, провёл аграрную реформу, посредством референдумов, в июне 1976 года принял Национальную хартию, а в ноябре — Конституцию. В 1978 году Бумедьен, избранный президентом Алжира в 1976 году, скончался.
Со смертью Бумедьена начался новый этап в истории страны, в которой вследствие сокращения доходов от продажи нефти и падения объёмов её добычи, а также погашения внешней государственной задолженности, ухудшилось социально-экономическое положение. В 1979 году президентом Алжира был избран Шадли Бенджедид. В 1989 году после референдума была принята новая Конституция, разрешившая многопартийность, и в связи с чем утратила силу Национальная хартия (с внесёнными в неё в 1986 и 1988 годах поправками). К предстоящим парламентским выборам были созданы десятки политических партий. Одна из них, Исламский фронт спасения (ИФС), выступавшая за превращение светского Алжира в исламское государство, победила в 1990 году на выборах в местные органы власти и стала пропагандировать свои взгляды вместе с дискредитацией разложившегося к тому времени Фронта национального освобождения. В декабре 1991 года в первом туре на выборах в Парламент ИФС добилась успеха — окончательная победа партии была очевидна. Однако государственный аппарат, армия, светские партии и большая часть берберского населения выступали против этого. 11 января 1992 года Бенджедид, пытавшийся договориться с ИФС, ушёл в отставку. У власти встал Высший государственный совет (ВГС), отменивший второй тур выборов, а армия взяла под контроль положение в Алжире. В ответ на эти действия ИФС организовала вооружённый террор — в стране началась гражданская война. В 1994 году ВГС объявил о самороспуске, передав власть Ламину Зеруалю. В ноябре 1996 года всенародный референдум утвердил новую Конституцию, установившую в стране президентскую форму правления. В 1999 году президентом Алжира был избран Абдель Азиз Бутефлика, способствовавший умиротворению враждующих сторон войны и прекращению огня.
| | Портрет                                  | Имя (годы жизни)                                                       | Полномочия                               | Полномочия                               | Партия                                   | Выборы                                   | Кабинет                                  | Пр.                                      |
| Начало | Портрет                                  | Имя (годы жизни)                                                       | Окончание                                |                                          | Партия                                   | Выборы                                   | Кабинет                                  | Пр.                                      |
| глава правительства (араб. رئيس الحكومة‎) | глава правительства (араб. رئيس الحكومة‎) | глава правительства (араб. رئيس الحكومة‎)                               | глава правительства (араб. رئيس الحكومة‎) | глава правительства (араб. رئيس الحكومة‎) | глава правительства (араб. رئيس الحكومة‎) | глава правительства (араб. رئيس الحكومة‎) | глава правительства (араб. رئيس الحكومة‎) | глава правительства (араб. رئيس الحكومة‎) |
| --- | ---------------------------------------- | ---------------------------------------------------------------------- | ---------------------------------------- | ---------------------------------------- | ---------------------------------------- | ---------------------------------------- | ---------------------------------------- | ---------------------------------------- |
| 1 |                                          | Мухаммед Ахмед бен Белла (1916—2012) араб. محمد أحمد بن بلة‎            | 27 сентября 1962                         | 18 сентября 1963                         | Фронт национального освобождения         | 1962                                     | Белла (I)                                | [ 9 ]                                    |
| С 18 сентября 1963 года по 10 июля 1965 года — должность упразднена |                                          |                                                                        |                                          |                                          |                                          |                                          |                                          |                                          |
| 2 (I—III) |                                          | Хуари Бумедьен (1932—1978) араб. هواري بومدين‎                          | 10 июля 1965                             | 21 июля 1970                             | Фронт национального освобождения         | 1964                                     | Бумедьен (II)                            | [ 10 ]                                   |
| 2 (I—III) | 21 июля 1970                             | Хуари Бумедьен (1932—1978) араб. هواري بومدين‎                          | 23 апреля 1977                           | Бумедьен (III)                           | Фронт национального освобождения         | 1964                                     |                                          | [ 10 ]                                   |
| 2 (I—III) | 23 апреля 1977                           | Хуари Бумедьен (1932—1978) араб. هواري بومدين‎                          | 27 декабря 1978                          | 1977                                     | Фронт национального освобождения         | Бумедьен (IV)                            |                                          | [ 10 ]                                   |
| С 27 декабря 1978 года по 8 марта 1979 года — должность упразднена (правительство подчинено непосредственно президенту Алжира) С 8 марта 1979 года — премьер-министр (араб. الوزير الأول‎) |                                          |                                                                        |                                          |                                          |                                          |                                          |                                          |                                          |
| 3 (I—III) |                                          | Мухаммед Бен Ахмед Абдельгани (1927—1996) араб. محمد بن أحمد عبد الغني‎ | 8 марта 1979                             | 15 июля 1980                             | Фронт национального освобождения         | 1977                                     | Абдельгани (I)                           | [ 11 ]                                   |
| 3 (I—III) | 15 июля 1980                             | Мухаммед Бен Ахмед Абдельгани (1927—1996) араб. محمد بن أحمد عبد الغني‎ | 12 января 1982                           | Абдельгани (II)                          | Фронт национального освобождения         | 1977                                     |                                          | [ 11 ]                                   |
| 3 (I—III) | 12 января 1982                           | Мухаммед Бен Ахмед Абдельгани (1927—1996) араб. محمد بن أحمد عبد الغني‎ | 22 января 1984                           | Абдельгани (III)                         | Фронт национального освобождения         | 1977                                     |                                          | [ 11 ]                                   |
| глава правительства (араб. رئيس الحكومة‎) |                                          |                                                                        |                                          |                                          |                                          |                                          |                                          |                                          |
| 4 (I—II) |                                          | Абдельхамид Брахими (1936—2021) араб. عبد الحميد براهيمي‎               | 22 января 1984                           | 18 февраля 1986                          | Фронт национального освобождения         | 1982                                     | Брахими (I)                              | [ 12 ]                                   |
| 4 (I—II) | 18 февраля 1986                          | Абдельхамид Брахими (1936—2021) араб. عبد الحميد براهيمي‎               | 5 ноября 1988                            | Брахими (II)                             | Фронт национального освобождения         | 1982                                     |                                          | [ 12 ]                                   |
| 5 |                                          | Касди Мербах (1938—1993) араб. قاصدي مرباح‎                             | 5 ноября 1988                            | 9 сентября 1989                          | Фронт национального освобождения         | 1987                                     | Мербах                                   | [ 13 ]                                   |
| 6 |                                          | Мулуд Хамруш (1943—) араб. مولود حمروش‎                                 | 9 сентября 1989                          | 5 июня 1991                              | Фронт национального освобождения         | 1987                                     | Хамруш                                   | [ 13 ]                                   |
| 7 (I—II) |                                          | Сид Ахмед Гозали (1937—2025) араб. سيد أحمد غزالي‎                      | 5 июня 1991                              | 22 февраля 1992                          | Фронт национального освобождения         | 1987                                     | Гозали (I)                               | [ 14 ]                                   |
| 7 (I—II) | 22 февраля 1992                          | Сид Ахмед Гозали (1937—2025) араб. سيد أحمد غزالي‎                      | 8 июля 1992                              | 1991                                     | Фронт национального освобождения         | Гозали (II)                              |                                          | [ 14 ]                                   |
| 8 |                                          | Белаид Абдессалам (1928—2020) араб. بلعيد عبد السلام‎                   | 8 июля 1992                              | 1991                                     | Фронт национального освобождения         | 21 августа 1993                          | Абдессалам                               | [ 13 ]                                   |
| 9 |                                          | Реда Малек (1931—2017) араб. رضا مالك‎                                  | 21 августа 1993                          | 1991                                     | 11 апреля 1994                           | беспартийный                             | Малек                                    | [ 15 ]                                   |
| 10 (I—II) |                                          | Мокдад Сифи (1940—) араб. مقداد سيفي‎                                   | 11 апреля 1994                           | 1991                                     | 27 ноября 1995                           | беспартийный                             | Сифи (I)                                 | [ 16 ]                                   |
| 10 (I—II) | 27 ноября 1995                           | Мокдад Сифи (1940—) араб. مقداد سيفي‎                                   | 31 декабря 1995                          | 1991                                     | Сифи (II)                                | беспартийный                             |                                          | [ 16 ]                                   |
| 11 (I—II) |                                          | Ахмед Уяхья (1952—) араб. أحمد أويحيى‎                                  | 31 декабря 1995                          | 1991                                     | 24 июня 1997                             | беспартийный                             | Уяхья (I)                                | [ 17 ]                                   |
| | 24 июня 1997                             | Ахмед Уяхья (1952—) араб. أحمد أويحيى‎                                  | 14 декабря 1998                          | Фронт национального освобождения         | 1997                                     | Уяхья (II)                               |                                          | [ 17 ]                                   |
| 12 |                                          | Смаил Хамдани (1930—2017) араб. إسماعيل حمداني‎                         | 14 декабря 1998                          | 23 декабря 1999                          | 1997                                     | беспартийный                             | Хамдани                                  | [ 18 ]                                   |
| 13 |                                          | Ахмед Бенбитур (1946—) араб. أحمد بن بيتور‎                             | 23 декабря 1999                          | 26 августа 2000                          | 1997                                     | беспартийный                             | Бенбитур                                 | [ 19 ]                                   |
| 14 (I—III) |                                          | Али Бенфлис (1944—) араб. علي بن فليس‎                                  | 26 августа 2000                          | 31 мая 2001                              | 1997                                     | Фронт национального освобождения         | Бенфлис (I)                              | [ 20 ]                                   |
| 14 (I—III) | 31 мая 2001                              | Али Бенфлис (1944—) араб. علي بن فليس‎                                  | 17 июня 2002                             | Бенфлис (II)                             | 1997                                     | Фронт национального освобождения         |                                          | [ 20 ]                                   |
| 14 (I—III) | 17 июня 2002                             | Али Бенфлис (1944—) араб. علي بن فليس‎                                  | 5 мая 2003                               | 2002                                     | Бенфлис (III)                            | Фронт национального освобождения         |                                          | [ 20 ]                                   |
| 11 (III—V) |                                          | Ахмед Уяхья (1952—) араб. أحمد أويحيى‎                                  | 5 мая 2003                               | 2002                                     | 19 апреля 2004                           | Национальное демократическое объединение | Уяхья (III)                              | [ 17 ]                                   |
| 11 (III—V) | 19 апреля 2004                           | Ахмед Уяхья (1952—) араб. أحمد أويحيى‎                                  | 1 мая 2005                               | 2002                                     | Уяхья (IV)                               | Национальное демократическое объединение |                                          | [ 17 ]                                   |
| 11 (III—V) | 1 мая 2005                               | Ахмед Уяхья (1952—) араб. أحمد أويحيى‎                                  | 24 мая 2006                              | 2002                                     | Уяхья (V)                                | Национальное демократическое объединение |                                          | [ 17 ]                                   |
| 15 (I—II) |                                          | Абдельазиз Бельхадем (1945—) араб. عبد العزيز بلخادم‎                   | 24 мая 2006                              | 2002                                     | 4 июня 2007                              | Фронт национального освобождения         | Бельхадем (I)                            | [ 21 ]                                   |
| 15 (I—II) | 4 июня 2007                              | Абдельазиз Бельхадем (1945—) араб. عبد العزيز بلخادم‎                   | 23 июня 2008                             | 2007                                     | Бельхадем (II)                           | Фронт национального освобождения         |                                          | [ 21 ]                                   |
| С 15 ноября 2008 года — премьер-министр (араб. الوزير الأول‎) |                                          |                                                                        |                                          |                                          |                                          |                                          |                                          |                                          |
| 11 (VI—IX) |                                          | Ахмед Уяхья (1952—) араб. أحمد أويحيى‎                                  | 23 июня 2008                             | 15 ноября 2008                           | Национальное демократическое объединение | 2007                                     | Уяхья (VI)                               | [ 17 ]                                   |
| 11 (VI—IX) | 15 ноября 2008                           | Ахмед Уяхья (1952—) араб. أحمد أويحيى‎                                  | 27 апреля 2009                           | Уяхья (VII)                              | Национальное демократическое объединение | 2007                                     |                                          | [ 17 ]                                   |
| 11 (VI—IX) | 27 апреля 2009                           | Ахмед Уяхья (1952—) араб. أحمد أويحيى‎                                  | 28 мая 2010                              | Уяхья (VIII)                             | Национальное демократическое объединение | 2007                                     |                                          | [ 17 ]                                   |
| 11 (VI—IX) | 28 мая 2010                              | Ахмед Уяхья (1952—) араб. أحمد أويحيى‎                                  | 3 сентября 2012                          | Уяхья (IX)                               | Национальное демократическое объединение | 2007                                     |                                          | [ 17 ]                                   |
| 16 (I—II) |                                          | Абдельмалек Селлаль (1948—) араб. عبد المالك سلال‎                      | 3 сентября 2012                          | 11 сентября 2013                         | Фронт национального освобождения         | 2012                                     | Селлаль (I)                              | [ 22 ]                                   |
| 16 (I—II) | 11 сентября 2013                         | Абдельмалек Селлаль (1948—) араб. عبد المالك سلال‎                      | 13 марта 2014                            | Селлаль (II)                             | Фронт национального освобождения         | 2012                                     |                                          | [ 22 ]                                   |
| и. о. |                                          | Юсеф Юсфи (1941—) араб. يوسف يوسفي‎                                     | 13 марта 2014                            | Селлаль (II)                             | 28 апреля 2014                           | 2012                                     | беспартийный                             | [ 23 ]                                   |
| 16 (III—IV) |                                          | Абдельмалек Селлаль (1948—) араб. عبد المالك سلال‎                      | 28 апреля 2014                           | 14 мая 2015                              | Фронт национального освобождения         | 2012                                     | Селлаль (III)                            | [ 22 ]                                   |
| 16 (III—IV) | 14 мая 2015                              | Абдельмалек Селлаль (1948—) араб. عبد المالك سلال‎                      | 25 мая 2017                              | Селлаль (IV)                             | Фронт национального освобождения         | 2012                                     |                                          | [ 22 ]                                   |
| 17 |                                          | Абдельмаджид Теббун (1945—) араб. عبد المجيد تبون‎                      | 25 мая 2017                              | 16 августа 2017                          | Фронт национального освобождения         | 2017                                     | Теббун                                   | [ 24 ]                                   |
| 11 (X) |                                          | Ахмед Уяхья (1952—) араб. أحمد أويحيى‎                                  | 16 августа 2017                          | 12 марта 2019                            | Национальное демократическое объединение | 2017                                     | Уяхья (X)                                | [ 17 ]                                   |
| 18 |                                          | Нуреддин Бедуи (1959—) араб. نور الدين بدوي‎                            | 12 марта 2019                            | 19 февраля 2019                          | беспартийный                             | 2017                                     | Бедуи                                    | [ 25 ]                                   |
| и. о. |                                          | Сабри Букадум (1958—) араб. صبري بوقادوم‎                               | 19 декабря 2019                          | 28 декабря 2019                          | беспартийный                             | 2017                                     | Бедуи                                    | [ 26 ]                                   |
| 19 (I—III) |                                          | Абдельазиз Джарад (1954—) араб. عبد العزيز جراد‎                        | 28 декабря 2019                          | 23 июня 2020                             | Фронт национального освобождения         | 2017                                     | Джарад (I)                               | [ 27 ]                                   |
| 19 (I—III) | 23 июня 2020                             | Абдельазиз Джарад (1954—) араб. عبد العزيز جراد‎                        | 21 февраля 2021                          | Джарад (II)                              | Фронт национального освобождения         | 2017                                     |                                          | [ 27 ]                                   |
| 19 (I—III) | 21 февраля 2021                          | Абдельазиз Джарад (1954—) араб. عبد العزيز جراد‎                        | 30 июня 2021                             | Джарад (III)                             | Фронт национального освобождения         | 2017                                     |                                          | [ 27 ]                                   |
| 20 |                                          | Аймен Бенабдеррахман (1960—) араб. أيمن بن عبد الرحمان‎                 | 30 июня 2021                             | 11 ноября 2023                           | Фронт национального освобождения         | 2021                                     | Бенабдеррахман                           | [ 28 ]                                   |
| 21 (I—II) |                                          | Назир Ларбави (1949—) араб. نذير العرباوي‎                              | 11 ноября 2023                           | 18 ноября 2024                           | беспартийный                             | 2021                                     | Ларбави (I)                              | [ 29 ]                                   |
| 21 (I—II) | 18 ноября 2024                           | Назир Ларбави (1949—) араб. نذير العرباوي‎                              | действующий                              | Ларбави (II)                             | беспартийный                             | 2021                                     |                                          | [ 29 ]                                   |